# Ревизионная комиссия Коммунистической партии Беларуси
Ревизионная комиссия Коммунистической партии Беларуси (бел. Рэвізійная камісія Камуністычнай партыі Беларусі) — постоянный орган при  Коммунистической партии Беларуси, исполнявший свою деятельность с 1921 по 1991 год.

## История
Ревизионная комиссия КП(б)Б была создана во время проведения III съезда Коммунистической партии Беларуси, проходившего с 22 по 26 ноября 1920 года. В соответствии с итогами съезда Ревизионная комиссия изначально работала при Центральном Бюро партии, однако после его ликвидации в 1924 году работала при Центральном комитете партии.
Комитет следил за процессом прохождения дел в центральных органах партии, отвечал за кассу и предприятия ЦК КП(б)Б и отчитывался перед каждым новым съездом Коммунистической партии Беларуси.

## Главы Ревизионной комиссии КП(б)Б
| № | ФИО               | Изображение | Годы главенства                  |
| - | ----------------- | ----------- | -------------------------------- |
| 1 | Адольф Гетнер     | —           | 1921                             |
| 2 | Михаил Климкович  | —           | 1930 — 1932                      |
| 3 | Василий Седых     |             | 1938 — 4 июня 1963               |
| 4 | Илья Кожар        |             | 1963 — 1966                      |
| 5 | Ипполит Кононович | —           | 1968 — 1971                      |
| 6 | Иван Макаров      | —           | 24 февраля 1971 — 4 февраля 1976 |
| 7 | Дмитрий Тябут     |             | 4 февраля 1976 — 1985            |